# ستودنا (استان خاسکوو)
ستودنا (به بلغاری: Studena) یک منطقهٔ مسکونی در بلغارستان است که در شهرستان اسویلنگراد واقع شده‌است.